# Veronica (TV-serie)
Veronica (originaltitel: Veronica's Closet) var en amerikansk TV-serie som sändes av den amerikanska TV-kanalen NBC åren 1997–2000.

## Bakgrund
Kirstie Alley (även känd från den amerikanska TV-serien Skål) spelade Veronica Chase, som är chef för sitt eget underkladesföretag med bas i New York. Andra skådespelare i serien var Dan Cortese, Daryl Mitchell, Wallace Langham, Kathy Najimy, Lorri Bagley och Robert Prosky.
Seriens namn Veronica's Closet är en parodi på det populära underklädesmärket Victoria's Secret.

## Skådespelare
- Kirstie Alley - Veronica "Ronnie" Chase
- Ron Silver - Alec Bilson
- Dan Cortese - Perry Rollins
- Wallace Langham - Josh Blair
- Daryl Mitchell - Leo Michaels
- Robert Prosky - Pat Chase
- Lorri Bagley - June Bilson Anderson
- Kathy Najimy - Olive Massery

## Avsnitt

### Första säsongen
(1997–1998)
1. Pilot
2. Veronica's Woman Friend
3. Veronica's Husband Won't Leave
4. Veronica's Not Happy About the Book
5. Veronica's First Date
6. Veronica's Best Buddy
7. Veronica's a Doll
8. Veronica's First Thanksgiving
9. Veronica's Brotherly Love
10. Veronica's Christmas Song
11. Veronica's Got a Secret
12. Veronica's Fun and Pirates are Crazy
13. Veronica's Night Alone
14. Veronica's $600,000 Pop
15. Veronica's a Drag
16. Veronica's Divorce Papers
17. Veronica's Blackout
18. Veronica's Bridal Shower
19. Veronica's Man in a Suitcase
20. Veronica's All-Nighter
21. Veronica's Mole
22. Veronica's Silent Partner

### Andra säsongen
(1998–1999)
1. Veronica Gets Her Closet Back
2. Veronica's a Partner Now
3. Veronica's Great Model Search
4. Veronica's Dog Day Afternoon
5. Veronica's Crushed
6. Veronica's on the Herb
7. Veronica's Breast Effort
8. Veronica's Thanksgiving that Keeps on Giving
9. Veronica's Cheating Partners
10. Veronica's Secret Santa
11. Veronica's From Venus; Josh's Parents are From Mars
12. Veronica's Desk Job
13. Veronica's Wedding Bell Blues
14. Veronica Plays House
15. Veronica's Favorite Year
16. Veronica's Little Tribute
17. Veronica Falls Hard
18. Veronica's Big Date
19. Veronica's Big Homecoming
20. Veronica's Little Ruse
21. Veronica's Night at the Theater
22. Veronica Says Goodbye

### Tredje säsongen
(1999–2000)
1. Veronica's New Boss
2. Veronica's June Swoon
3. Veronica's Construction Worker
4. Veronica's Office: Bigger, Longer and Cute
5. Veronica's New Cat
6. Veronica's Long Walk Home
7. Veronica's Got All the Right Stuffing
8. Veronica's Sliding Doors
9. Veronica's New Year
10. Veronica's Perfect Man
11. Veronica's Record
12. Veronica's Tattooed Man
13. Veronica's Candy Panties
14. Veronica's New Bookshelves
15. Veronica's Sleepover
16. Veronica's Girls' Night Out
17. Veronica Helps Josh Out
18. Veronica Sets Josh Up
19. Veronica's Clips
20. Veronica Loses Her Olive Again
21. Veronica's Doing the Nasty with Perry
22. Veronica Checks Out